# Стахів Ігор Іванович
І́гор Іва́нович Ста́хів (1 вересня 1968, Коломия — 26 травня 2024) — український футболіст, що грав на позиції захисника. Відомий за виступами в командах вищої української ліги «Прикарпаття» (Івано-Франківськ) і «Торпедо» (Запоріжжя).

## Клубна кар'єра
Ігор Стахів розпочав виступи на футбольних полях у 1986 році в аматорській команді «Сільмаш» з Коломиї. У 1987—1989 році Стахів грав у аматорському армійському клубі «Зірка» з Бердичева. після повернення з армії Ігор Стахів у 1989—1990 роках грав за аматорський клуб з Коломиї «Покуття». У 1991 році Стахів дебютував у команді майстрів у складі команди другої нижчої ліги СРСР «Прикарпаття» з Івано-Франківська. У 1992 році він перебував у складі івано-франківської команди під час її виступів у вищій українській лізі, проте на поле не виходив. У 1992 році Стахів перейшов до складу аматорської команди «Хутровик» з Тисмениці, в якій грав до середини 1993 року. У 1993 році футболіст повернувся до складу «Прикарпаття», яке на той час грало в першій українській лізі, та став у складі команди переможцем першої ліги, що дало право команді повернутися до вищого українського дивізіону. Ще під час сезону 1993—1994 років Стахів на правах гравця головної команди грав за тисменицький «Хутровик» вже в перехідній лізі, а з початку сезону 1994—1995 років став уже повноправним гравцем тисменицької команди. У сезоні 1995—1996 років футболіст грав у складі «Хутровика» вже в другій лізі, й на правах гравця фарм-клубу протягом сезону провів у складі івано-франківського «Прикарпаття» 5 матчів у вищій лізі.
У 1997 році Ігор Стахів грав у складі російського клубу першої ліги «Торпедо» із Волзького. На початку 1998 року Стахів став гравцем команди української вищої ліги «Торпедо» із Запоріжжя, проте зіграв у її складі лише 1 матч, і в другій половині року стає гравцем команди першої української ліги «Кремінь» з Кременчука, в якій грав до кінця 1999 року. На початку 2000 року Ігор Стахів грав у складі аматорської команди «Техно-Центр» з Рогатина, а в другій половині року грав у складі команди першої ліги «Зірка» з Кіровограда. У 2001 році футболіст грав у складі команди другої ліги «Лукор» з Калуша, який став його останнім професійним клубом. З 2002 до 2014 року Ігор Стахів грав у низці аматорських клубів Івано-Франківської області, після чого завершив виступи на футбольних полях.
Після початку повномасшабного російського вторгнення в Україну Ігор Стахів добровільно долучився до лав українскої армії. Загинув Ігор Стахів 27 травня 2024 року на фронті після влучання снайперської кулі.

## Досягнення
- Переможець Першої ліги України: 1993–1994